# Institute of Mental Health
Pour les articles homonymes, voir IMH.

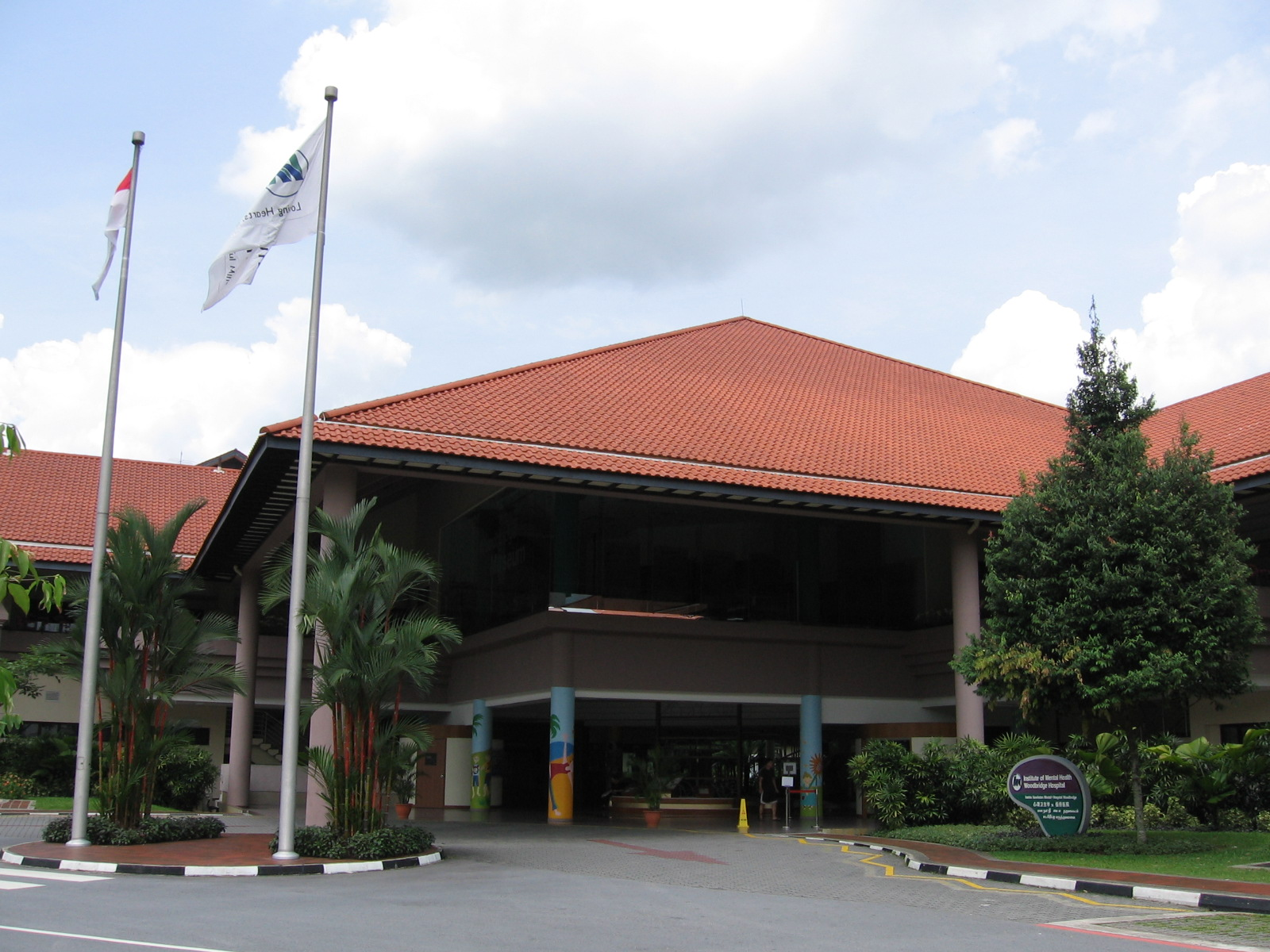
Vue sur l'immeuble abritant l’Institute of Mental Health à Buangkok, Singapour.

L’Institute of Mental Health (IMH, chinois simplifié : 心理健康学院) est un complexe médical situé à Singapour spécialisé dans le traitement des maladies mentales. L'IMH fut aussi connu sous le nom de Woodbridge Hospital (chinois simplifié : 板桥医院). Au début du XXIe siècle, le mot « Woodbridge » réfère à l'hôpital de l'IMH, partie du complexe. En 2006, il comptait 2 425 lits.